# Tired of Waiting for You
"Tired of Waiting for You" is een nummer van de Britse rockgroep The Kinks uit 1965.
Het nummer is geschreven en geproduceerd door Ray Davies. Volgens Davies werd de muziek geschreven tijdens een treinrit naar de opnamestudio en zijn de teksten geschreven in een koffiepauze tijdens de opnames. "Tired of Waiting for You" werd werd de tweede nummer 1-hit voor de band in het Verenigd Koninkrijk. In de Billboard Hot 100 werd de zesde plek gehaald, in de Nederlandse Top 40 plek 48.
Het nummer is meermalen gecoverd, onder andere door Green Day (als B-kant van het nummer "Basket Case" uit 1993).

## NPO Radio 2 Top 2000
| Nummer met noteringen in de NPO Radio 2 Top 2000 | '99  | '00  |
| ------------------------------------------------ | ---- | ---- |
| Tired of Waiting for You                         | 1732 | 1640 |

1. ↑  Een vetgedrukt getal geeft de hoogste notering aan.
2. ↑  Deze tabel is bijgewerkt tot en met de laatste editie (2024).